# Thomas Cup 2000/Qualifikation Europa
Die europäische Qualifikation zum Thomas Cup 2000 fand in Sofia in Bulgarien statt. Dänemark, Schweden und England qualifizierten sich für die Endrunde des Cups.

## 1. Runde

### Gruppe A
- Polen –  Spanien 5:0
- Polen –  Island 4:1
- Island –  Spanien 3:2

### Gruppe B
- Ukraine –  Griechenland 5:0
- Ukraine –  Tschechien 4:1
- Ukraine –  Slowakei 5:0
- Tschechien –  Griechenland 5:0
- Tschechien –  Slowakei 5:0
- Slowakei –  Griechenland 5:0

### Gruppe C
- Peru –  Mexiko 3:2
- Peru –  Brasilien 4:1
- Peru –  Slowenien 3:2
- Slowenien –  Mexiko 3:2
- Slowenien –  Brasilien 3:2
- Mexiko –  Brasilien 3:2

### Gruppe D
- Portugal –  Schweiz 3:2
- Portugal –  Norwegen 4:1
- Portugal –  Südafrika 4:1
- Schweiz –  Norwegen 4:1
- Schweiz –  Südafrika 5:0
- Norwegen –  Südafrika 4:1

### Gruppe E
- Bulgarien –  Zypern 5:0
- Bulgarien –  Guatemala 5:0
- Bulgarien –  Ungarn 5:0
- Guatemala –  Zypern 4:1
- Guatemala –  Ungarn 4:1
- Ungarn –  Zypern 5:0

### Gruppe F
- Finnland –  Moldau 5:0
- Finnland –  Russland 5:0
- Russland –  Moldau 5:0

### Gruppe G
- Belgien –  Österreich 3:2
- Belgien –  Israel 5:0
- Belgien –  Wales 3:2
- Wales –  Österreich 3:2
- Wales –  Israel 5:0
- Österreich –  Israel 5:0

## Halbfinalrunde

### Gruppe W
- Dänemark –  Kanada 5:0
- Dänemark –  Ukraine 5:0
- Dänemark –  Finnland 5:0
- Ukraine –  Kanada 3:2
- Ukraine –  Finnland 3:2
- Finnland –  Kanada 3:2

### Gruppe X
- England –  Vereinigte Staaten 4:1
- England –  Bulgarien 4:1
- England –  Peru 5:0
- Vereinigte Staaten –  Bulgarien 3:2
- Vereinigte Staaten –  Peru 5:0
- Bulgarien –  Peru 5:0

### Gruppe Y
- Deutschland –  Niederlande 3:2
- Deutschland –  Schottland 4:1
- Deutschland –  Portugal 4:1
- Niederlande –  Schottland 4:1
- Niederlande –  Portugal 5:0
- Portugal –  Schottland 3:2

### Gruppe Z
- Schweden –  Frankreich 5:0
- Schweden –  Polen 4:1
- Schweden –  Belgien 5:0
- Polen –  Frankreich 4:1
- Polen –  Belgien 3:2
- Frankreich –  Belgien 3:2

## Halbfinale
- Dänemark –  England 3:1
- Schweden –  Deutschland 3:1

## Spiel um Platz 3
- England –  Deutschland 3:0

## Finale
- Dänemark –  Schweden 3:2

- Dänemark,  Schweden und  England qualifiziert für die Endrunde